# Božena Moserová
Božena Moserová, provdaná Frösslová, později Žemličková (30. června 1926 – 9. února 2017[zdroj⁠?!]) byla československá lyžařka. Její sestrou byla lékařka, spisovatelka, překladatelka, diplomatka a politička Jaroslava Moserová.

## Lyžařská kariéra
Na V. ZOH ve Svatém Mořici 1948 reprezentovala Československo a skončila v alpském lyžování na 25. místě ve sjezdu, 19. místě ve slalomu a 18. místě v kombinaci. Byla akademickou mistryní Evropy